# Operació Payback
Operation Payback, en català: «Operació Venjança», foren un conjunt d'atacs coordinats als oponents de la pirateria a Internet per activistes d'Internet. Quan els oponents a la pirateria llançaren un atac de denegació de servei en llocs web de torrents, els defensors de la pirateria decidiren tornar els atacs de denegació de servei als oponents de la pirateria. Operation Payback està associada amb Anonymous en col·laboració amb 4chan.

## Història
El 2010 diverses companyies de Bollywood contractaren Programari Aiplex per llançar atacs de denegació de servei en llocs web que no havien respost a la seva advertència de tancament (procediment pel qual s'adverteix al lloc web que ha de tancar segons la Llei de Limitació de Responsabilitat d'Infracció Online de Dret d'Autor del Dret dels Estats Units. Activistes de la pirateria crearen llavors Operation Payback el setembre de 2010. El pla original era atacar Aiplex directament, però s'adonaren que hores abans de l'atac algú havia denegat el servei del lloc de la signatura pel seu compte; llavors, Operation Payback dirigí el seu atac contra llocs de drets d'autor com el lloc de l'Associació Cinematogràfica dels Estats Units (MPAA) i el de la Federació Internacional de la Indústria Fonogràfica, mantenint els llocs desconnectats un total combinat de 30 hores. En els següents dies, Operation Payback atacà una multitud de llocs afiliats amb MPAA, l'Associació de la Indústria Discogràfica dels Estats Units i la Indústria Fonogràfica Britànica (BPI)
Bufets d'advocats com ACS: Law, Daveport Lyons i Dunlap, Grubb & Weaver també foren atacades. També llocs no relacionats amb els drets d'autor o el dret foren atacats com websheriff.com. Aquests atacs foren originalment organitzats a través d'un canal IRC. Els atacs també foren un tema popular a Twitter.
Mentre que ACS: Law estava intentant restaurar el seu lloc, un arxiu de correus electrònics, que estava guardat en una còpia de seguretat, fou exposat. Els furoners van utilitzar aquesta vulnerabilitat recentment descoberta i descarregar alguns dels correus electrònics de la firma. Posteriorment pujaren els emails a diverses xarxes i llocs p2p. El 4 d'octubre del 2010, Operation Payback llançà un atac contra el lloc de Ministry of Sound i el lloc de Gallant Macmillian. Fins al 7 d'octubre del 2010, el temps total que tots els llocs atacats estigueren fora de servei fou de 537,55 hores.
El 15 d'octubre del 2010, copyprotected.com fou furonejat per una vulnerabilitat d'Injecció SQL i tres dies després Operation Payback tragué d'Internet al lloc del Departament de Propietat Intel·lectual del Regne Unit a través d'un atac de denegació de servei.

### Gene Simmons
En resposta a l'estímul de Gene Simmons cap a les companyies perquè prenguin mesures més agressives cap a les infraccions de copyright membres de Operation Payback redirigir la seva atenció als seus dos llocs, simmonsrecords.com i genesimmons.com, deixant-los fora de servei a tots dos per un total d'1 dia i 14 hores. En cert punt durant la denegació de servei genesimmons.com fou furonejada i redirigida cap a  thepiratebay.org, fent que Gene Simmons amenacés directament a Anonymous a través del seu lloc dient que anaven a acabar a la presó. Això derivà en més atacs i, per tant, més temps fora de servei per als seus llocs.

## Comunicació i eines
Operation Payback usa una versió especial del programa Low Orbit Ion Cannon (Loic). Al setembre del 2010, la manera "Hive Mind" fou agregat al Loïc. La manera Hive Mind fa que el Loïc connecti a un canal IRC, on pot ser controlat remotament. Això permet que els ordinadors amb el Loïc instal es comportin com si fossin part d'una botnet.

## Operation Payback en suport a WikiLeaks
El 6 de desembre en defensa de WikiLeaks es llança una Operation Payback contra PostFinance i PayPal pel bloqueig dels comptes de WikiLeaks. Hi ha un Video a YouTube dirigit al govern dels Estats Units explicant que la Operation Payback és contra les lleis de l'ACTA, la censura a internet i el Copyright.